# Kristinehamns folkhögskola
Kristinehamns folkhögskola KPS är en folkhögskola i Kristinehamn som startades som en yrkesskola (Kristinehamns praktiska skola).
Skolans huvudman är idag Region Värmland. Kurser som bedrivs, förutom allmänkurser i närundervisning och på distans, är kurs för vuxna med förvärvad hjärnskada, dans- och danshandledarutbildning och fritidsledarutbildning med specialpedagogisk inriktning. Skolan är centralt belägen i Kristinehamn och har även ett mindre internatboende. Dans, ledarutbildning och kompetenscentrum kring kognitiva funktionsnedsättningar är skolans profilering.
Internatet på skolan var från början till för synskadade från början därav namnet på byggnaden (synvillan)